# Piero Manzoni
Piero Manzoni di Chiosca e Poggiolo, lépe známý jako Piero Manzoni (13. července 1933 – 6. února 1963) byl italský umělec známý pro svůj ironický přístup k avantgardnímu umění. Jeho vlastní tvorba, která je často přirovnávána k dílu Yvese Kleina, předjímala a přímo ovlivňovala tvorbu generace mladších italských umělců, které dal dohromady kritik Germano Celant na první výstavě Arte Povera konané v Janově v roce 1967. Manzoni se nejvíce proslavil řadou uměleckých děl, která zpochybňují povahu uměleckého objektu a přímo předznamenávají konceptuální umění. Jeho práce se vyhýbá běžným uměleckým materiálům, místo toho používá cokoli, od králičí kožešiny až po lidské exkrementy, aby „využil mytologické zdroje a realizoval autentické a univerzální hodnoty“. Jeho práce je široce vnímána jako kritika masové výroby a konzumerismu, které měnily v jeho době italskou společnost (italský ekonomický zázrak) po druhé světové válce. Italští umělci jako Manzoni chtěli zobrazit nový ekonomický a materiální řád poválečné Evropy prostřednictvím vynalézavých uměleckých postupů, které překračovaly geografické, umělecké a kulturní hranice. Manzoni zemřel na infarkt myokardu ve svém ateliéru v Miláně 6. února 1963. Jeho současník Ben Vautier podepsal Manzoniho úmrtní list a prohlásil jej za umělecké dílo.

## Životopis
Manzoni se narodil v Soncino v provincii Cremona. Jeho celé jméno bylo hrabě Meroni Manzoni di Chiosca e Poggiolo.Samouk jako umělec, Manzoni poprvé vystavoval na zámku Soncino v Soncino v srpnu 1956, ve věku 23 let. Jeho raná tvorba byla široce gestická a ukazovala vliv milánských zastánců jaderného umění, jako byl Enrico Baj. Jeho pozdější práce, přibližně od roku 1957 až do své smrti v roce 1963, zpochybňovaly a satirizovaly status uměleckého objektu, jak byl koncipován v rámci modernismu. Vlivy zahrnují dřívější (ačkoli stále aktivní) umělce jako Marcel Duchamp a současní praktikující Ben Vautier a Yves Klein.

## Galerie Azimut

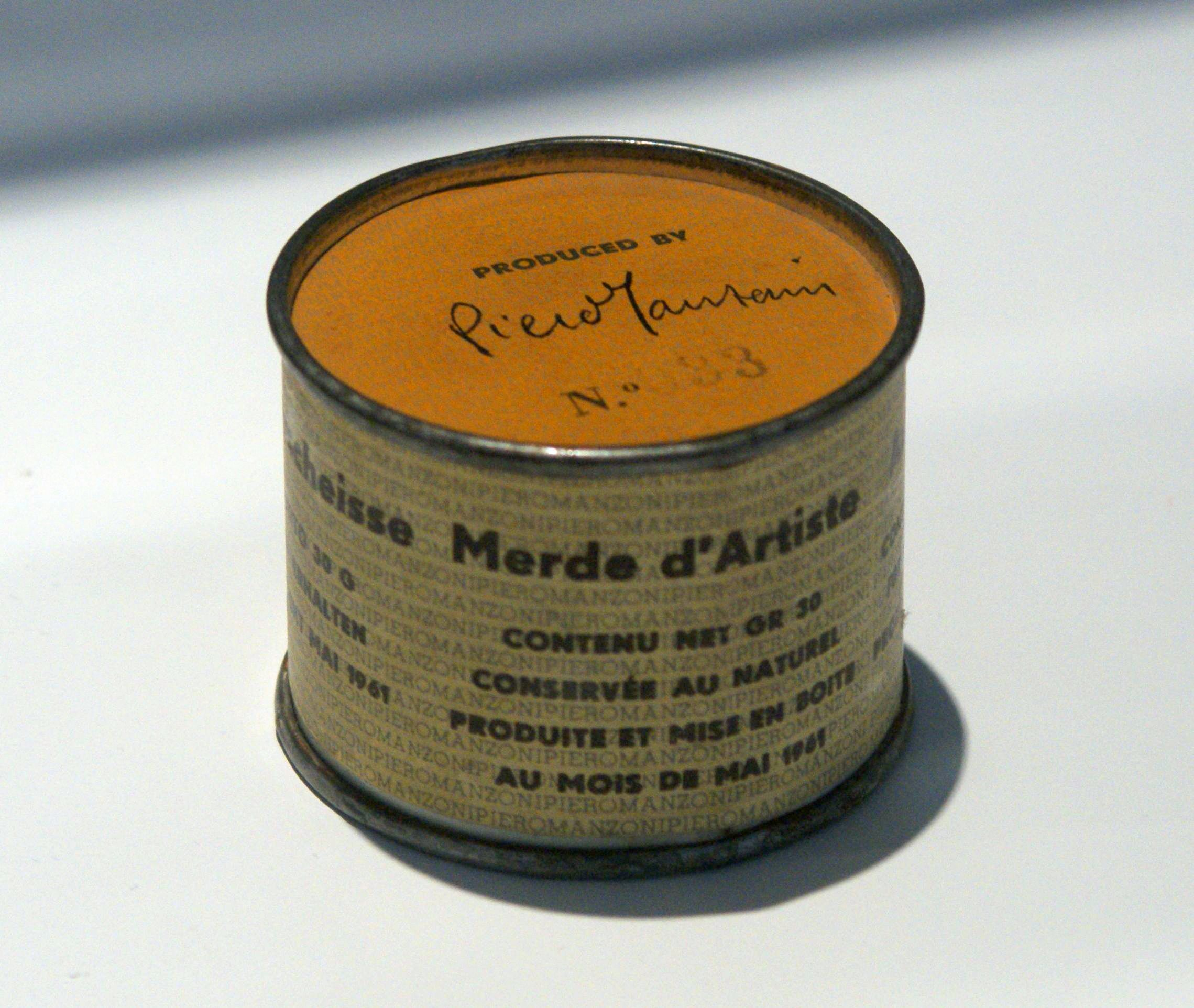
Piero Manzoni –⁠ Umělcovo hovno (1961)

Manzoni založil galerii Azimut v Miláně v roce 1959 s umělcem Enrico Castellanim a uspořádal řadu revolučních výstav multikin. První, 12 Linee (12 Lines) se konala v prosinci 1959, rychle následovaná Corpi d'Aria (Bodies of Air) v květnu 1960. Jednalo se o edici 45 balónků na stativech, které mohl kupující nebo umělec sám vyhodit do vzduchu v závislosti na zaplacené ceně. V červenci 1960 vystavoval Konzumace umění umělecko-požírající veřejností, ve které uvařil natvrdo 70 vajec, otiskl na ně svůj otisk palce a poté, co několik snědl, je sám rozdal publiku k jídlu. Vejce samotná nesla název Uova con impronta (Vejce s otiskem palce). Jednalo se o poslední Manzoniho výstavu v Azimuth, po které byla galerie nucena zavřít, když vypršela nájemní smlouva. Přestože pozvánka jmenovala jako místo vernisáže Galerie Azimut, skutečná akce se konala ve Studio Filmgiornale Sedi v Miláně. Nesoulad mezi místem na pozvánce a filmovým studiem, kde byla událost zaznamenána, dále komplikuje roli a prostor umění, jak se očekávalo.

### Umělcův dech
Současně s Bodies of Air (Corpi D'Aria) vytvořil Manzoni Artist's Breaths (Fiato d'Artista), sérii červených, bílých nebo modrých balónků, nafouknutých a připevněných k dřevěné základně s nápisem „Piero Manzoni-Artist's Breath“. Díla pokračovala v Manzoniho posedlosti limity tělesnosti a zároveň parodovala posedlost uměleckého světa stálostí a poskytla také dojemné Memento Mori.

### Umělcovo hovno
V květnu 1961 Manzoni vytvořil 90 malých plechovek, zapečetěných textem Artist's Shit (Merda d'Artista). Každá 30gramová plechovka byla oceněna podle hmotnosti na základě aktuální hodnoty zlata (kolem 1,12 dolaru za gram v roce 1960). Obsah plechovek zůstává velmi zpochybňovanou záhadou, protože jejich otevření by zničilo hodnotu uměleckého díla. Byly navrženy různé teorie o obsahu, včetně spekulací, že jde o sádru. V následujících letech se plechovky rozšířily do různých uměleckých sbírek po celém světě a přinesly vysoké ceny, které daleko předčily inflaci. Dne 23. května 2007 byla v Sotheby's prodána plechovka za 124 000 EUR; v říjnu 2008 byl tin 83 nabídnut k prodeji v aukční síni Sotheby's s odhadem 50–70 000 GBP. Prodalo se za 97 250 liber. Bylo to popsáno jako:
„Je to vtip, parodie na trh s uměním a kritika konzumerismu a odpadu, který vytváří.“
— Stephen Bury
Dne 16. října 2015 byl tin 54 prodán v Christies za udivující částku 182 500 liber. Plechovky měly být původně oceněny podle jejich ekvivalentní hmotnosti ve zlatě – v roce 1961 každá 37 dolarů – s cenou kolísající podle trhu.
Mezi další díla z tohoto období patří otisky prstů v limitované edici a Declaration of Authenticity, 1961-61, tištěný násobek, který bylo možné zakoupit, dokazující status majitele jako části nebo celého uměleckého díla v závislosti na zaplacené ceně. Určil také řadu lidí, včetně Umberta Eca, jako autentická umělecká díla zdarma. Různé další Manzoniho experimentální kusy zahrnovaly pokus vytvořit mechanické zvíře jako pohyblivou sochu a využití sluneční energie jako zdroje energie. V roce 1960 vytvořil kouli, která byla držena nahoře na proudu vzduchu.